# 弗雷德里克·穆斯布鲁格
弗雷德里克·穆斯布鲁格（英語：Frederick Moosbrugger；1900年10月9日—1974年10月1日），是美国海军中将，在维拉湾海战中担任美国第31.2战斗群的指挥官。
美国海军一艘史普鲁恩斯级驱逐舰DD-980命名为穆斯布鲁格号（USS Moosbrugger）。